# Kovacs Glacier
Kovacs Glacier är en glaciär i Antarktis. Den ligger i Västantarktis. Argentina och Storbritannien gör anspråk på området. Kovacs Glacier ligger 986 meter över havet.
Terrängen runt Kovacs Glacier är kuperad västerut, men österut är den platt. Trakten är obefolkad. Det finns inga samhällen i närheten. 